# Kolumna morowa w Nitrze
Kolumna morowa w Nitrze – barokowa kolumna Maryjna znajdująca się na placu Jana Pawła II w Nitrze postawiona dla upamiętnienia zakończenia epidemii dżumy w 1749.
Uznana za narodowy zabytek kultury Słowacji nr 403-1484/0.

## Historia
Kolumna wykonana została w 1750. Jej autorem jest rzeźbiarz Martin Vogerl. Postawiona została z inicjatywy biskupa Emeryka Esterházy’ego jako wotum dziękczynne za zakończenie zarazy w 1749.
Kolumna została poddana pracom konserwatorskim w 1956. Kolejną restaurację rzeźby zakończono 29 kwietnia 2008.

## Opis
Kolumna wykonana z kamienia, częściowo złocona (pierwotnie również polichromowana). Podstawa jest czworoboczna z czterema dużymi wolutami. Na wolutach umieszczone są rzeźby czterech aniołów trzymających kolejno: wieżę z kości słoniowej, dom złoty, bramę złotą i złotą gwiazdę, co jest nawiązaniem do inwokacji Litanii loretańskiej. Pomiędzy wolutami znajdują się płaskorzeźbione płyciny przedstawiające sceny z życia Maryi: Nawiedzenie, Zwiastowanie, Zaślubiny, Wniebowzięcie (pod którą znajduje się kartusz z herbem Esterházych i samego fundatora, biskupa Esterházy’ego). Powyżej, na gzymsie, stoją cztery rzeźby przedstawiające św. Stefana, św. Władysława, św. Emeryka i św. Wojciecha, biskupa praskiego. Pomiędzy nimi umieszczono duże, rzeźbione wazony. Nad rzeźbami wznosi się kolumna o trzonie zdobionymi esownicami i rocaillami. Na szczycie umieszczona jest figura Matki Bożej Niepokalanej.